# Enrique Guzmán (cantante)
Enrique Alejandro Guzmán Vargas (Caracas, 1 de febrero de 1943), conocido como Enrique Guzmán, es un cantante, compositor y actor mexicano nacido en Venezuela. En los años 1960 era llamado «el ídolo de la juventud» en América y el cantante más popular de México de la década.
Fue vocalista y miembro fundador de Los Teen Tops, grupo considerado pionero en hacer rock and roll en español junto a grupos como Los Locos del Ritmo, Los Rebeldes Del Rock y Black Jeans. Después se vuelve solista y comienza así una prolifera carrera como baladista.

## Biografía y carrera

### Primeros años
Hijo de los mexicanos Jaime Guzmán Esparza y de Elena Vargas, nació en la parroquia El Valle en Caracas, Venezuela, donde vivió su niñez, sus padres le otorgaron la nacionalidad mexicana registrándolo en la embajada mexicana en Venezuela, teniendo doble nacionalidad. Vivió en Venezuela hasta la edad de 12 años cuando emigra de su país natal hacia México.
Sus primeras incursiones en el mundo musical se dieron a través de fiestas familiares y colegiales, sirviendo incluso de acompañamiento a artistas como Sergio Bustamante.

### Los Teen Tops
En 1957, a la edad de 14 años, Guzmán practicaba patinaje en el centro deportivo Chapultepec (en la Ciudad de México). Allí conoció a los hermanos Jesús y Armando Martínez. Entre paseo y paseo en patines surgió la idea de conformar un grupo musical con Guzmán, los hermanos Martínez y Sergio Martell. Pusieron a su banda de rock el nombre de Los Teen Tops. Inicialmente Guzmán era el bajista del grupo, pero debido a que el cantante (Armando) se enfermó de la garganta en su primera intervención en un programa de radio, Guzmán tuvo que tomar su lugar, a partir de entonces el cambio fue definitivo. En esta época Guzmán compuso dos temas, Pensaba en ti y La ronchita, aunque en este último no canta él.
De ahí llegó la oportunidad de presentarse ante una casa grabadora que accediera a darles una oportunidad y esta se logró en la personalidad del señor J. Jesús Hinojosa, de Columbia México (hoy Sony), quien accedió a grabarles bajo su cuenta y riesgo, dado que el género no garantizaba ventas a los directivos, en vista de la naturaleza del mismo y a que solo artistas consagrados eran éxito seguro.
El primer sencillo de 78 rpm (disco de pasta rígida) que grabaron contenía las canciones La plaga y El rock de la cárcel, que resultaban ser adaptaciones al español de las canciones Good Golly Miss Molly, de Little Richard y Jailhouse Rock, de Elvis Presley. Pero estas versiones al español fueron un gran éxito.

### Incursión como solista y vida posterior
En 1961 Enrique Guzmán grabó como solista —ya sin Los Teen Tops— su primer disco. Incluyó 100 kilos de barro (A Hundred Pounds of Clay) en calidad de solista, con la orquesta y coros de Chuck Anderson. Dado el éxito que tuvo como solista, vendrían otras grabaciones como "Mi corazón canta", "Tu cabeza en mi hombro" ambos éxitos de Paul Anka, con lo cual grabó su primer LP en solitario, ocupando los primeros lugares de listas de éxitos en América Latina, siendo considerado el cantante de América. Posteriores grabaciones lo confirmarían dado que melodía que grababa, era un éxito seguro.
Desde 1979, está casado con Rosalba Wélter Portes Gil (sobrina de Linda Christian e hija de la pintora Rosalba Portes Gil, hija a su vez de Emilio Portes Gil, presidente de México de 1928 a 1930). y con ella tiene 3 hijos: Daniela, Jorge y Diego. Daniela Guzmán ha participado ya en obras de teatro y en musicales.

## Vida personal

### Actitud y temperamento
En febrero de 2006, durante una presentación en la Arena Monterrey, el cantante Alberto Vázquez acusó a Guzmán de haberlo empujado bruscamente provocando que casi cayera del escenario que esa noche ambos compartían. De acuerdo a la declaración, esto se había dado luego de que Guzmán se enojara por la demora de Vázquez para terminar su acto y no permitir que él continuara. Alberto Vázquez diría al respecto: «No tiene caso hablar con él, es una persona muy negativa y no me interesa, cada quien que haga su trabajo y punto».  
Ese mismo año, la televisora TV Azteca invita a Guzmán a formar parte del panel de críticos del programa de televisión Desafío de estrellas, juzgando durante su estancia a cantantes como Yuridia, Carlos Rivera y Aranza. A lo largo de la temporada, el cantante criticó a su compañero de panel Jesús Gallegos, alegando: «no creo que él sea un experto en música». Programas más adelante tuvo también diferencias con otro de los jueces, el productor José Luis Cornejo, quien incluso decidió no presentarse durante un programa antes de la final.
En 2012, la actriz Lorena Velázquez acusó a Enrique Guzmán de haberla golpeado durante la presentación de la obra de teatro Hay buen rock esta noche en la cual ambos compartían escena. En una conferencia de prensa posterior, el cantante declaró: «A Lorena no le he tocado nada, ni las nalgas». En respuesta, Velázquez señaló que renunciaría a la obra, en parte por la presión que Guzmán había ejercido con el productor para que la despidieran. La actriz dijo a medios de comunicación que el día del estreno de la obra, Enrique Guzmán había amenazado al productor de no salir a escena si no la despedían y hacía que ella le pidiera perdón de rodillas.

### Denuncias por acoso sexual
En abril de 2021 su nieta, Frida Sofía Guzmán, denunció en una entrevista con el conductor Gustavo Adolfo Infante que abusó de ella cuando era niña:
Fue un hombre muy asqueroso, fue un hombre muy abusivo. Me daba miedo. Me hizo cosas feas. Me manoseó desde los cinco.
El 8 de abril Enrique desmintió las acusaciones en el programa Ventaneando, en redes se desaprobó que se le diera un espacio «que asco defiendan a un violador».
En ese contexto en redes sociales se mencionaron otros episodios de abuso del cantante: en una entrevista con Verónica Castro en el programa Mala Noche ¡No! donde le toca el pecho a la conductora, en el programa La Movida su hija Alejandra Guzmán menciona que «le tienen que amarrar las manos» refiriéndose a que hay tocamientos, Verónica le preguntó «¿También contigo?» y el cantante abraza a Alejandra diciendo que no pueden culparlo por ello «es mi hija ¡y está buenísima!».
En 2018, se vio envuelto en controversia por comentar que las mujeres sufrían de acoso sexual debido a su uso de escotes, declarando: «las mujeres serán coquetas toda su vida, lo que no puedes es luego decir ‘me violaron’. ¿Pa’ qué provocan?».

## Legado
Enrique Guzmán ha sido reconocido por múltiples cantantes y autores, entre ellos Joan Sebastian, Juan Gabriel, Joaquín Sabina, Rocío Dúrcal, Cristian Castro, Sin Bandera, Alejandro Sanz, Miguel Bosé, Mijares, Emmanuel, Pedro Fernández, Pepe Aguilar, Alejandro Fernández y Miguel Ríos quienes lo acompañaron durante un concierto para conmemorar su 35 aniversario en 1995. El propio Juan Gabriel había trabajado como corista de Guzmán en sus inicios. Años más tarde, el cantautor le compuso como agradecimiento el tema "Que vuelvas". Juan Gabriel llegó a decir que tenía dos canciones favoritas fuera de su repertorio, una de ellas era la canción de Enrique Guzmán "Te Necesito", la otra era "Júrame" de María Grever.
Pese a las diferencias que tuvieron compartiendo panel de críticos en el programa "La Academia", Arturo López Gavito diría: "ante la carrera de Enrique Guzmán no podría hacer otra cosa más que besarle la mano". Durante 2017, Guzmán celebró 60 años de trayectoria con un concierto en el Auditorio Nacional en el que señaló: "El balance de mi vida es bueno, mis errores, mis aciertos, todo suma. Le doy gracias a la vida, ha sido total y noble conmigo. Tengo una huella que no cualquiera puede dejarla. Mi nombre provoca sonrisas y me estrechan la mano, no creo que haya nadie más satisfecho que yo. Esta vida es la mejor vida y hoy la comparto con ustedes”.

## Discografía
Con Los Teen Tops
- Rock en español con los Teen Tops (Discos Columbia, 1960)
- Vuelven los Teen Tops (Columbia, 1961)
- Teen Tops (Columbia, 1961)

Como solista
- Enrique Guzmán Volumen 1 (1960)
- Enrique (1961)
- Enrique y el twist (1961)
- Enrique Guzmán Volumen 4 (1962)
- Enrique Guzmán Volumen 5 (1963)
- Enrique Guzmán Volumen 6 (1963)
- El romántico Enrique Guzmán (1964)
- Éxitos internacionales (1965)
- Enrique a go-go (1966)
- Sentimental y alegre (1966)
- Enrique Guzmán (1967)
- Hoy (1968)
- Sor Ye-Ye (1968)
- Vuelve (1969)
- En ese mismo lugar (1971)
- Que vuelvas (Discos RAFF, 1973)
- Los grandes años del rock and roll (RAFF, 1974), disco grabado con el grupo Náhuatl
- Los grandes años del rock and roll - Vol. II (RAFF, 1974), disco grabado con el grupo Náhuatl
- Sugar (1975)
- El triunfador (1975)
- Porque lloras (1977)
- Lili (1977)
- Espectacular (1977)
- El amor esta en el aire (1978)
- Fue una historia de amor (1981)
- Con y por amor (1982)
- Se habla español (2019)

## Filmografía

### Cine
- El camino de Xico (voz - Don Viejo) (2020)
- Al fin solos, pero... (Juan) (1977)
- Ellas los prefieren... locas (El Flor de Liz) (1976)
- ¡Cómo hay gente sinvergüenza! (Enrique Patiño - Bartolo) (1972)
- Bang bang... al hoyo (Carlos Salton) (1971)
- Caín, Abel y el otro (Enrique San Juan) (1971)
- Invasión siniestra (Dr. Paul Rosten)(1971)
- OK Cleopatra (Tío Cleopatra) (1970)
- El club de los suicidas  (Enrique Zavala y Estrada) (1970)
- La guerra de las monjas (1970)
- El amor y esas cosas (1969)
- Como perros y gatos (Carlos Cobián) (1969)
- No se mande, profe (1969)
- Princesa y vagabunda (1968)
- Sor Ye-Ye (Ernesto Nieva) (1968) con Hilda Aguirre
- Persíguelas y alcánzalas (Jorge Moreno - Luis Andrade) (1967)
- Fiebre de juventud (Romance en Ecuador)  (1966) con Begoña Palacios
- Acompáñame (Tony) (1966) con Rocío Dúrcal
- Especialista en chamacas (Dr. Jaime Gómez) (1965)
- Los hijos que yo soñé (1965)
- Nacidos para cantar (Enrique) (1965)
- Canta mi corazón (Julio Montalvo) (1965)
- La juventud se impone (Enrique) (1964)
- Mi alma por un amor (Faustino)(1964)
- Vivir de sueños (1964)
- Mi vida es una canción (Tony) (1963)
- Séptimo paralelo (1962)
- Twist locura de la juventud (Enrique) (1962)

### Televisión
- La Academia Kids (2013) Jurado concierto 12
- El Gran Desafío de Estrellas (2009) Jurado
- La Academia última generación (2008) Jurado
- Desafío de Estrellas 2 (2006) Jurado
- Agujetas de color de rosa (1994)
- Nuevas Noches (1982-1983)
- Bartolo (1968-1973 / 1977-1978)
- Silvia y Enrique (1968-1972)
- Cómicos y canciones (1963)

### Teatro
- Amor al revés es roma (1962) con Leda Moreno y Oscar Ortiz de Pinedo.
- Sugar (1974) con Héctor Bonilla y Silvia Pasquel
- Lili (1977) con Rogelio Guerra y Rocio Banquells
- Hay buen rock esta noche (2012)